# Южная Аньва

Южная Аньва — река в России, протекает в Гайнском районе Пермского края. Устье реки находится в 50 км по левому берегу реки Утьва. Длина реки составляет 18 км. В 3,8 км от устья, по левому берегу реки впадает река Северная Аньва. Ниже её устья Южная Аньва также известна как просто Аньва.
Исток реки на Северных Увалах вблизи холма Южная Аньва (217,9 м) близ границы с Республикой Коми. Река течёт на восток по ненаселённому, заболоченному лесному массиву. Впадает в Утьву в 22 км к югу от посёлка Усть-Чёрная (центр Усть-Черновского сельского поселения).

## Данные водного реестра
По данным государственного водного реестра России относится к Камскому бассейновому округу, водохозяйственный участок реки — Кама от истока до водомерного поста у села Бондюг, речной подбассейн реки — бассейны притоков Камы до впадения Белой. Речной бассейн реки — Кама.
По данным геоинформационной системы водохозяйственного районирования территории РФ, подготовленной Федеральным агентством водных ресурсов:
- Код водного объекта в государственном водном реестре — 10010100112111100001785
- Код по гидрологической изученности (ГИ) — 111100178
- Код бассейна — 10.01.01.001
- Номер тома по ГИ — 11
- Выпуск по ГИ — 1